# 趙子偁
趙 子偁（ちょう ししょう、? - 1143年）は、南宋の崇王趙伯圭・孝宗の父である。慶国公趙令譮の子として生まれ、宋の太祖の七世の孫にあたる。

## 生涯
次男の趙伯琮（趙眘）が族父の高宗の後を継いで孝宗として即位したため秀王に封じられ、死後安僖の諡号を得ながらも、王に終始した。
五歳にして族父の高宗に養われて（名目上はあくまで）太宗系の正統をついだ孝宗が、養父の死後も「皇伯秀王」の称号を改めなかったことは、後世の範とされた（『清史稿』光緒皇帝の関連記事）。秀王の地位は長男の趙伯圭に継承され、趙伯圭の系統は宋の皇室の一員ながらに元の世祖クビライの知遇を得た文人趙孟頫を直系の子孫に持つ。

## 系譜
太祖 - 秦王趙徳芳 - 英国公趙惟憲 - 新興侯趙従郁 - 華陰侯趙世将 - 慶国公趙令譮 - 秀安僖王趙子偁